# Silver Linings Playbook
Silver Linings Playbook (bra: O Lado Bom da Vida.; prt: Guia para um Final Feliz) é um filme estadunidense de 2012 do gênero comédia dramático-romântica, escrito e dirigido por David O. Russell, baseado no romance homônimo de Matthew Quick.
Estrelado por Bradley Cooper e Jennifer Lawrence, Silver Linings Playbook foi exibido pela primeira vez no Festival Internacional de Cinema de Toronto em 8 de setembro de 2012, com a sua estreia oficial ocorrendo nos Estados Unidos em 16 de novembro do mesmo ano. Em Portugal, estreou-se a 10 de janeiro de 2013, e no Brasil, em 1º de fevereiro do mesmo ano. O filme recebeu críticas muito positivas da mídia especializada, obtendo uma aprovação de 92% no agregador de resenhas Rotten Tomatoes, e de 81% no Metacritic. Recebeu quatro indicações ao Globo de Ouro, vencendo apenas a de Melhor Atriz - Comédia ou Musical. Silver Linings Playbook também recebeu oito nomeações ao Oscar, concorrendo nas categorias de melhor filme, melhor ator, melhor atriz, melhor ator coadjuvante, melhor atriz coadjuvante, melhor diretor, melhor roteiro adaptado e melhor edição. Mas venceu apenas a de Melhor Atriz, com Jennifer Lawrence faturando a estatueta.

## Sinopse
Professor passa quatro anos internado num hospital psiquiátrico e, quando sai, resolve se reconciliar com a esposa e aproximar-se da mãe.

## Elenco
- Bradley Cooper — Patrick "Pat Jr." Solitano
- Jennifer Lawrence — Tiffany Maxwell
- Robert De Niro — Patrizio Solitano "Pat Sr."
- Jacki Weaver — Dolores Solitano
- Chris Tucker — Danny
- Julia Stiles — Veronica
- Anupam Kher — Dr. Patel
- Brea Bee — Nikki
- Shea Whigham — Jake Solitano
- John Ortiz — Ronnie
- Paul Herman — Randy

## Produção

### Desenvolvimento
Silver Linings Playbook é baseado no romance de mesmo nome escrito por Matthew Quick e lançado em 2 de setembro de 2008. O estúdio The Weinstein Company foi o responsável pela adaptação cinematográfica da obra, que comprou os direitos do livro antes mesmo dele ser publicado oficialmente. A companhia planejava utilizar Sydney Pollack e Anthony Minghella como os produtores do filme, mas ambos morreram em 2008. David O. Russell foi escolhido como o diretor da trama, e ele recebeu o livro pela primeira vez das mãos de Pollack, que disse ao então diretor que seria complicado trabalhar com a obra, porque além de tratar-se de uma história emocional e preocupante, ela também era engraçada e romântica. Além de ficar a cargo da direção, Russell também trabalhou como roteirista, e segundo o próprio, ele teve que reescrever o script vinte vezes em um período de cinco anos. O diretor afirmou que ficou atraído pela história devido às relações familiares presentes no livro, e também porque se identificou com a obra, pois assim como o protagonista do livro, o seu filho é bipolar e tem transtorno obsessivo-compulsivo (TOC).
A expressão "silver linings" do título é uma expressão idiomática inglesa usada como metáfora para o otimismo, como a ideia de que mesmo uma situação ruim pode trazer algo positivo. No caso do enredo, essa expressão é focada em Pat Solatano, que, liberado do manicômio, volta a morar com seus pais na tentativa de renconstruir sua vida e sua vida conjugal. Silver Linings Playbook foi filmado na Filadélfia em apenas 33 dias.

### Escalação do elenco
Antes de Silver Linings Playbook contar com seus protagonistas definidos, vários nomes chegaram a passar pelo elenco. Inicialmente, Russell pretendia filmar a trama com Vince Vaughn e Zooey Deschanel nos papéis principais, mas decidiu dar uma pausa no projeto para dedicar-se ao filme The Fighter, onde também trabalhava como diretor. Mais tarde, Mark Wahlberg foi designado para interpretar Pat Jr. Solatano no filme, porém ele teve que abandonar o elenco devido aos atrasos de produção que geraram um conflito na agenda do ator.
Bradley Cooper foi escolhido para o papel principal após ter trabalhado anteriormente com Russell em uma adaptação cinematográfica da obra Orgulho e Preconceito e Zumbis, que acabou não dando certo. Mais tarde, Cooper atuou em Wedding Crashers, e seu desempenho no filme impressionou o diretor, que o escolheu para interpretar o personagem Pat Jr. Solatano em seu projeto.
Anne Hathaway chegou a ser escalada para o papel de Tiffany Maxwell, mas na época ela estava ocupada em The Dark Knight Rises, que ocasionou em sua desistência. Outras atrizes chegaram a fazer testes para a personagem, entre elas Elizabeth Banks, Kirsten Dunst, Angelina Jolie, Blake Lively, Rooney Mara, Rachel McAdams, Andrea Riseborough e Olivia Wilde.
Quanto a Jennifer Lawrence, inicialmente Russell não acreditava que a atriz fosse adequada para o papel, tanto que considerou seu teste como mera formalidade; o diretor não pretendia colocá-la na trama por ser jovem demais — 21 anos na época — e havia atrizes mais experientes interessadas no papel. Ele também pensou que não seria fácil para Lawrence interpretar uma viúva, muito menos formar um casal com o personagem de Bradley Cooper, devido à diferença de idade dos dois atores (Cooper é quinze anos mais velho). Depois do teste, feito via Skype, o diretor mudou completamente de opinião. Mais tarde ele afirmaria: "Jennifer é madura demais. Ela é capaz de interpretar qualquer idade — 30, 40 ou 20 anos. Há uma expressividade nos olhos e no rosto dela que muitas estrelas precisam lutar anos pra conseguir". Russell ainda comparou a atriz à personagem Tiffany, descrevendo-a como confiante, e como uma das pessoas menos neuróticas que ele conhece, com a confiança e vislumbres de vulnerabilidade necessários para interpretar Tiffany Maxwell.
A personagem Tiffany passou por várias mudanças. Inicialmente ela seria gótica. Lawrence até chegou a tingir o cabelo de preto e fez testes de maquiagem gótica pesada, mas Harvey Weinstein, co-presidente do estúdio que produz o filme, recusou-se a isso. A personagem continuou confusa, mas confiante, e foi acrescentado nela pequenos toques góticos, como o cabelo escuro e uma cruz. Lawrence também teve que engordar para o papel, embora ela não tenha se importado com isso. A atriz também ressaltou que ao contrário de seus trabalhos anteriores, o de Tiffany Maxwell foi o mais confuso, porque ela não conseguia entender a personalidade de sua personagem.
A primeira vez em que Lawrence e Cooper se encontraram foi em um estúdio de dança, pois ambos não tinham experiência. Em menos de um mês, Mandy Moore, o coreógrafo do reality show estadunidense So You Think You Can Dance, ensinou-lhes as sequências dos passos de dança. Moore descreveu Cooper como alguém "com uma habilidade natural e real para a dança", enquanto Lawrence brincou dizendo que antes do treino começar, ela era uma dançarina ruim, "quando eu danço, eu pareço como um pai no baile de formatura".

## Lançamento
A produção foi exibida pela primeira vez em 8 de setembro de 2012 na 37.ª edição do Festival Internacional de Cinema de Toronto. O longa-metragem foi muito bem recebido pelo festival, sendo votado como melhor filme pelo público presente no local. Sua estreia oficial ocorreu nos Estados Unidos em 16 de novembro com um lançamento limitado; sua expansão para outras salas de cinemas só ocorreu uma semana depois. O estúdio The Weinstein Company pretendia realizar um amplo lançamento de Silver Linings Playbook nos Estados Unidos. Eles foram incentivados principalmente pelas críticas positivas recebidas pelo filme, e pela esperança de lucrar mais devido à época de Ação de Graças. No entanto, eles optaram por uma abordagem mais lenta, com a trama sendo exibida apenas em algumas salas de cinemas, e aos poucos expandindo para mais lugares, em uma estratégia de conseguir realizar marketing de boca-a-boca entre os espectadores. Devido a esse lançamento lento, muitos locais só foram receber o filme muito tempo depois, como em 700 salas de cinemas estadunidenses onde a produção só entrou em cartaz durante o Natal, ou seja, mais de um mês depois do primeiro lançamento no país. No Brasil, sua estreia ocorreu em 1º de fevereiro de 2013 sob o título O Lado Bom da Vida.

## Recepção

### Crítica
O agregador de resenhas Rotten Tomatoes deu ao filme uma aprovação de 92%, baseando-se em 226 críticas recolhidas, com uma nota média de 8.1/10. O consenso do site diz o seguinte: "Silver Linings Playbook anda na corda bamba com uma temática complicada, mas a direção sensível de David O. Russell e alguns trabalhos afiados de um talentoso elenco dão ao filme o verdadeiro equilíbrio". No Metacritic, a trama obteve uma média de 81/100 com base na opinião de 45 críticos. Esse percentual é considerado pelo site "aclamação universal".
Kevin Jagernauth do The Playlist elogiou o filme como "um vencedor enormemente divertido e agradável ao público" e observou que as performances dos dois protagonistas foram "cuidadosamente desenvolvidas e perfeitamente lançadas", merecendo prêmios. David Rooney, do The Hollywood Reporter, disse que "a química entre Cooper e Lawrence os torna uma delícia de assistir" e que suas atuações são a âncora do elenco, que também dá ótimas atuações, mesmo em pequenos papéis. Rooney também elogiou a "bagunça revigorante" e a "energia nervosa" da coreografia. Richard Corliss, da revista Time, também aplaudiu a atuação dos protagonistas, particularmente Lawrence, afirmando que sua atuação é "a razão para ficar" para assistir ao filme inteiro, e elogiando sua maturidade.
A direção de Russell também foi amplamente aclamada, com Justin Chang, da Variety, escrevendo: "Nunca se intimida com fontes improváveis de comédia, David O. Russell aborda doenças mentais, fracasso matrimonial e os poderes curativos do futebol com resultados estimulantes e satisfatórios." Eric Kohn da Indiewire deu ao filme uma nota "A-", elogiando as atuações de Cooper e Lawrence e também a direção de Russell, afirmando que "tanto como roteirista solo e diretor, Russell monta um elenco pequeno e animado para uma inesperada e charmosa comédia romântica que freqüentemente dança - em um ponto, literalmente - entre o cinismo e o agridoce com resultados amplamente vencedores."

### Prêmios e indicações
Silver Linings Playbook conseguiu um feito considerável: ser indicado em todas as quatro categorias de atuação do Oscar (melhor ator, melhor atriz, melhor ator coadjuvante e melhor atriz coadjuvante), o último filme que havia conseguido esse feito foi Reds, em 1981. Além dessas quatro categorias, a trama também conseguiu ser indicada em melhor filme, melhor diretor, melhor roteiro adaptado e melhor edição. Porém, acabou vencendo apenas o de melhor atriz, com Jennifer Lawrence faturando a estatueta.
| Data da cerimônia                    | Premiação                                              | Categoria                                               | Recipientes                                    | Resultado |
| ------------------------------------ | ------------------------------------------------------ | ------------------------------------------------------- | ---------------------------------------------- | --------- |
| 24 de fevereiro de 2013              | Oscar                                                  | Melhor filme                                            | Bruce Cohen, Donna Gigliotti e Jonathan Gordon | Indicado  |
| 24 de fevereiro de 2013              | Oscar                                                  | Melhor ator                                             | Bradley Cooper                                 | Indicado  |
| 24 de fevereiro de 2013              | Oscar                                                  | Melhor atriz                                            | Jennifer Lawrence                              | Venceu    |
| 24 de fevereiro de 2013              | Oscar                                                  | Melhor ator coadjuvante                                 | Robert De Niro                                 | Indicado  |
| 24 de fevereiro de 2013              | Oscar                                                  | Melhor atriz coadjuvante                                | Jacki Weaver                                   | Indicado  |
| 24 de fevereiro de 2013              | Oscar                                                  | Melhor diretor                                          | David O. Russell                               | Indicado  |
| 24 de fevereiro de 2013              | Oscar                                                  | Melhor roteiro adaptado                                 | David O. Russell                               | Indicado  |
| 24 de fevereiro de 2013              | Oscar                                                  | Melhor edição                                           | Jay Cassidy e Crispin Struthers                | Indicado  |
| 11 de janeiro de 2013                | American Film Institute                                | AFI Movies of the Year                                  |                                                | Venceu    |
| Janeiro de 2013                      | Australian Academy of Cinema and Television Arts Award | Melhor Filme Estrangeiro                                | Bruce Cohen, Donna Gigliotti e Jonathan Gordon | Venceu    |
| Janeiro de 2013                      | Australian Academy of Cinema and Television Arts Award | Melhor Diretor de Filme Estrangeiro                     | David O. Russell                               | Venceu    |
| Janeiro de 2013                      | Australian Academy of Cinema and Television Arts Award | Melhor Roteiro de Filme Estrangeiro                     | David O. Russell                               | Indicado  |
| Janeiro de 2013                      | Australian Academy of Cinema and Television Arts Award | Melhor Ator de Filme Estrangeiro                        | Bradley Cooper                                 | Indicado  |
| Janeiro de 2013                      | Australian Academy of Cinema and Television Arts Award | Melhor Atriz de Filme Estrangeiro                       | Jennifer Lawrence                              | Venceu    |
| 18-25 de outubro de 2012             | Austin Film Festival                                   | Audience Award – Marquee Feature                        | David O. Russell                               | Venceu    |
| 10 de fevereiro de 2013              | British Academy Film Awards (BAFTA)                    | Melhor Ator                                             | Bradley Cooper                                 | Indicado  |
| 10 de fevereiro de 2013              | British Academy Film Awards (BAFTA)                    | Melhor Atriz                                            | Jennifer Lawrence                              | Indicado  |
| 10 de fevereiro de 2013              | British Academy Film Awards (BAFTA)                    | Melhor Roteiro Adaptado                                 | David O. Russell                               | Venceu    |
| 10 de janeiro de 2013                | Broadcast Film Critics Association Awards              | Melhor Filme                                            |                                                | Indicado  |
| 10 de janeiro de 2013                | Broadcast Film Critics Association Awards              | Melhor Ator                                             | Bradley Cooper                                 | Indicado  |
| 10 de janeiro de 2013                | Broadcast Film Critics Association Awards              | Melhor Atriz                                            | Jennifer Lawrence                              | Indicado  |
| 10 de janeiro de 2013                | Broadcast Film Critics Association Awards              | Melhor Ator Coadjuvante                                 | Robert De Niro                                 | Indicado  |
| 10 de janeiro de 2013                | Broadcast Film Critics Association Awards              | Melhor Elenco                                           |                                                | Venceu    |
| 10 de janeiro de 2013                | Broadcast Film Critics Association Awards              | Melhor Diretor                                          | David O. Russell                               | Indicado  |
| 10 de janeiro de 2013                | Broadcast Film Critics Association Awards              | Melhor Roteiro Adaptado                                 | David O. Russell                               | Indicado  |
| 10 de janeiro de 2013                | Broadcast Film Critics Association Awards              | Melhor Filme de Comédia                                 |                                                | Venceu    |
| 10 de janeiro de 2013                | Broadcast Film Critics Association Awards              | Melhor Ator em um Filme de Comédia                      | Bradley Cooper                                 | Venceu    |
| 10 de janeiro de 2013                | Broadcast Film Critics Association Awards              | Melhor Atriz em um Filme de Comédia                     | Jennifer Lawrence                              | Venceu    |
| 14 de dezembro de 2012               | Detroit Film Critics Society Awards                    | Melhor Filme                                            |                                                | Venceu    |
| 14 de dezembro de 2012               | Detroit Film Critics Society Awards                    | Melhor Diretor                                          | David O. Russell                               | Venceu    |
| 14 de dezembro de 2012               | Detroit Film Critics Society Awards                    | Melhor Ator                                             | Bradley Cooper                                 | Indicado  |
| 14 de dezembro de 2012               | Detroit Film Critics Society Awards                    | Melhor Atriz                                            | Jennifer Lawrence                              | Venceu    |
| 14 de dezembro de 2012               | Detroit Film Critics Society Awards                    | Melhor Ator Coadjuvante                                 | Robert De Niro                                 | Venceu    |
| 14 de dezembro de 2012               | Detroit Film Critics Society Awards                    | Melhor Elenco                                           |                                                | Indicado  |
| 14 de dezembro de 2012               | Detroit Film Critics Society Awards                    | Melhor Roteiro                                          | David O. Russell                               | Venceu    |
| 18 de janeiro de 2013                | Georgia Film Critics Association                       | Melhor Filme                                            |                                                | Venceu    |
| 18 de janeiro de 2013                | Georgia Film Critics Association                       | Melhor Diretor                                          | David O. Russell                               | Indicado  |
| 18 de janeiro de 2013                | Georgia Film Critics Association                       | Melhor Ator                                             | Bradley Cooper                                 | Indicado  |
| 18 de janeiro de 2013                | Georgia Film Critics Association                       | Melhor Atriz                                            | Jennifer Lawrence                              | Venceu    |
| 18 de janeiro de 2013                | Georgia Film Critics Association                       | Melhor Ator Coadjuvante                                 | Robert De Niro                                 | Indicado  |
| 18 de janeiro de 2013                | Georgia Film Critics Association                       | Melhor Atriz Coadjuvante                                | Jacki Weaver                                   | Indicado  |
| 18 de janeiro de 2013                | Georgia Film Critics Association                       | Melhor Roteiro Adaptado                                 | David O. Russell                               | Venceu    |
| 18 de janeiro de 2013                | Georgia Film Critics Association                       | Melhor Elenco                                           |                                                | Venceu    |
| 13 de janeiro de 2013                | Globo de Ouro                                          | Melhor Comédia ou Musical                               |                                                | Indicado  |
| 13 de janeiro de 2013                | Globo de Ouro                                          | Melhor Ator em Comédia ou Musical                       | Bradley Cooper                                 | Indicado  |
| 13 de janeiro de 2013                | Globo de Ouro                                          | Melhor Atriz em Comédia ou Musical                      | Jennifer Lawrence                              | Venceu    |
| 13 de janeiro de 2013                | Globo de Ouro                                          | Melhor Roteiro                                          | David O. Russell                               | Indicado  |
| 26 de novembro de 2012               | Gotham Independent Film Awards                         | Melhor Elenco                                           |                                                | Indicado  |
| 7 de outubro de 2012                 | Hamptons International Film Festival                   | Audience Award – Best Narrative Feature                 | David O. Russell                               | Venceu    |
| 22 de outubro de 2012                | Hollywood Film Festival                                | Ator do Ano                                             | Bradley Cooper                                 | Venceu    |
| 22 de outubro de 2012                | Hollywood Film Festival                                | Diretor do Ano                                          | David O. Russell                               | Venceu    |
| 22 de outubro de 2012                | Hollywood Film Festival                                | Ator Coadjuvante do Ano                                 | Robert De Niro                                 | Venceu    |
| 5 de janeiro de 2013                 | Houston Film Critics Society Awards                    | Melhor Atriz                                            | Jennifer Lawrence                              | Venceu    |
| 23 de fevereiro de 2013              | Independent Spirit Awards                              |                                                         |                                                |           |
| 23 de fevereiro de 2013              | Independent Spirit Awards                              | Melhor Filme                                            | David O. Russell                               | Venceu    |
| 23 de fevereiro de 2013              | Independent Spirit Awards                              | Melhor Diretor                                          | David O. Russell                               | Venceu    |
| 23 de fevereiro de 2013              | Independent Spirit Awards                              | Melhor Atriz                                            | Jennifer Lawrence                              | Venceu    |
| 23 de fevereiro de 2013              | Independent Spirit Awards                              | Melhor Ator                                             | Bradley Cooper                                 | Indicado  |
| 23 de fevereiro de 2013              | Independent Spirit Awards                              | Melhor Roteiro                                          | David O. Russell                               | Venceu    |
| 18 de janeiro de 2013                | Iowa Film Critics                                      | Melhor Filme                                            |                                                | Indicado  |
| 18 de janeiro de 2013                | Iowa Film Critics                                      | Melhor Ator                                             | Bradley Cooper                                 | Indicado  |
| 18 de janeiro de 2013                | Iowa Film Critics                                      | Melhor Atriz                                            | Jennifer Lawrence                              | Indicado  |
| 18 de janeiro de 2013                | Iowa Film Critics                                      | Melhor Ator Coadjuvante                                 | Robert De Niro                                 | Indicado  |
| 5 de dezembro de 2012                | National Board of Review                               | Melhor Ator                                             | Bradley Cooper                                 | Venceu    |
| 5 de dezembro de 2012                | National Board of Review                               | Melhor Roteiro Adaptado                                 | David O. Russell                               | Venceu    |
| 13 de dezembro de 2012               | Las Vegas Film Critics Society Awards                  | Melhor Atriz                                            | Jennifer Lawrence                              | Venceu    |
| 9 de dezembro de 2012                | Los Angeles Film Critics Association Awards            | Melhor Atriz (Prêmio compartilhado com Emmanuelle Riva) | Jennifer Lawrence                              | Venceu    |
| 11 de dezembro de 2012               | San Diego Film Critics Society                         | Melhor Filme                                            |                                                | Indicado  |
| 11 de dezembro de 2012               | San Diego Film Critics Society                         | Melhor Diretor                                          | David O. Russell                               | Indicado  |
| 11 de dezembro de 2012               | San Diego Film Critics Society                         | Melhor Ator                                             | Bradley Cooper                                 | Indicado  |
| 11 de dezembro de 2012               | San Diego Film Critics Society                         | Melhor Atriz                                            | Jennifer Lawrence                              | Indicado  |
| 11 de dezembro de 2012               | San Diego Film Critics Society                         | Melhor Roteiro Adaptado                                 |                                                | Indicado  |
| 11 de dezembro de 2012               | San Diego Film Critics Society                         | Melhor Performance de um Elenco                         |                                                | Indicado  |
| 16 de dezembro de 2012               | Satellite Awards                                       | Melhor Filme                                            |                                                | Venceu    |
| 16 de dezembro de 2012               | Satellite Awards                                       | Melhor Ator em Cinema                                   | Bradley Cooper                                 | Venceu    |
| 16 de dezembro de 2012               | Satellite Awards                                       | Melhor Atriz em Cinema                                  | Jennifer Lawrence                              | Venceu    |
| 16 de dezembro de 2012               | Satellite Awards                                       | Melhor Ator Coadjuvante em Cinema                       | Robert De Niro                                 | Indicado  |
| 16 de dezembro de 2012               | Satellite Awards                                       | Melhor Diretor                                          | David O. Russell                               | Venceu    |
| 16 de dezembro de 2012               | Satellite Awards                                       | Melhor Roteiro Adaptado                                 | David O. Russell                               | Indicado  |
| 16 de dezembro de 2012               | Satellite Awards                                       | Melhor Edição                                           | Jay Cassidy                                    | Venceu    |
| 24 de janeiro-3 de fevereiro de 2013 | Santa Barbara International Film Festival              | Outstanding Performer of the Year                       | Jennifer Lawrence                              | Venceu    |
| 27 de janeiro de 2013                | Screen Actors Guild Awards                             | Melhor Ator                                             | Bradley Cooper                                 | Indicado  |
| 27 de janeiro de 2013                | Screen Actors Guild Awards                             | Melhor Atriz                                            | Jennifer Lawrence                              | Venceu    |
| 27 de janeiro de 2013                | Screen Actors Guild Awards                             | Melhor Ator Coadjuvante                                 | Robert De Niro                                 | Indicado  |
| 27 de janeiro de 2013                | Screen Actors Guild Awards                             | Melhor Elenco em um Filme Cinematográfico               |                                                | Indicado  |
| 17 de dezembro de 2012               | St. Louis Gateway Film Critics Association Awards      | Melhor Ator                                             | Bradley Cooper                                 | Indicado  |
| 17 de dezembro de 2012               | St. Louis Gateway Film Critics Association Awards      | Melhor Atriz                                            | Jennifer Lawrence                              | Indicado  |
| 17 de dezembro de 2012               | St. Louis Gateway Film Critics Association Awards      | Melhor Roteiro                                          | David O. Russell                               | Indicado  |
| 6-16 de setembro de 2012             | Festival Internacional de Cinema de Toronto            | People's Choice Award                                   | David O. Russell                               | Venceu    |
| 10 de dezembro de 2012               | Washington D.C. Area Film Critics Association          | Melhor Filme                                            |                                                | Indicado  |
| 10 de dezembro de 2012               | Washington D.C. Area Film Critics Association          | Melhor Atriz                                            | Jennifer Lawrence                              | Indicado  |
| 10 de dezembro de 2012               | Washington D.C. Area Film Critics Association          | Melhor roteiro adaptado                                 | David O. Russell                               | Venceu    |

## Música

### Trilha sonora
Silver Linings Playbook: Original Motion Picture Soundtrack é a trilha sonora oficial do filme, lançado nos Estados Unidos pela gravadora Sony Music Entertainment em 16 de novembro de 2012, através de download digital.
Para sua divulgação, a canção "Silver Lining (Crazy 'Bout You)" da cantora britânica Jessie J foi lançada como single e ganhou um videoclipe. A trilha sonora também apresenta músicas de Stevie Wonder, The Dave Brubeck Quartet, Eagles of Death Metal e duas faixas da partitura composta por Danny Elfman.
| N.º            | Título                            | Artista                           | Duração |  |
| 1.             | "Silver Lining Titles"            | Danny Elfman                      | 3:11    |  |
| 2.             | "My Cherie Amour"                 | Stevie Wonder                     | 2:51    |  |
| 3.             | "Always Alright"                  | Alabama Shakes                    | 4:03    |  |
| 4.             | "Unsquare Dance"                  | The Dave Brubeck Quartet          | 2:00    |  |
| 5.             | "Buffalo"                         | alt-J                             | 3:14    |  |
| 6.             | "The Moon of Manakoora"           | Les Paul & Mary Ford              | 2:45    |  |
| 7.             | "Monster Mash"                    | CrabCorps                         | 3:35    |  |
| 8.             | "Goodnight Moon"                  | Ambrosia Parsley, The Elegant Too | 4:02    |  |
| 9.             | "Now I'm a Fool"                  | Eagles of Death Metal             | 3:41    |  |
| 10.            | "Walking Home"                    | Danny Elfman                      | 1:04    |  |
| 11.            | "Girl from the North Country"     | Bob Dylan, Johnny Cash            | 3:40    |  |
| 12.            | "Silver Lining (Crazy 'Bout You)" | Jessie J                          | 3:24    |  |
| 13.            | "Hey Big Brother"                 | Rare Earth                        | 4:45    |  |
| 14.            | "Maria"                           | The Dave Brubeck Quartet          | 3:20    |  |
| Duração total: | Duração total:                    | Duração total:                    | 45:36   |  |

### Partitura
A partitura de Silver Linings Playbook foi inteiramente composta pelo músico Danny Elfman, e lançado pela Sony Music Entertainment no mesmo dia que a trilha sonora.
| N.º            | Título                     | Duração |  |
| 1.             | "Silver Lining Titles"     | 3:11    |  |
| 2.             | "Running Off"              | 2:01    |  |
| 3.             | "Simple"                   | 1:55    |  |
| 4.             | "With a Beat"              | 2:17    |  |
| 5.             | "Tiny Guitars"             | 1:01    |  |
| 6.             | "Walking Home"             | 1:04    |  |
| 7.             | "Silver Lining Wild-Track" | 2:57    |  |
| 8.             | "The Book"                 | 0:41    |  |
| 9.             | "Happy Ending"             | 3:52    |  |
| 10.            | "Goof Track"               | 1:28    |  |
| Duração total: | Duração total:             | 20:27   |  |